# Johannes Josephus Keunen
Johannes Josephus Keunen (Stratum, 29 maart 1878 - Eindhoven, 7 maart 1946) was een Nederlands ondernemer.
Hij werd geboren als zoon van lederfabrikant Henri J.B. Keunen en M. Constancia Leen. Hij huwde in 1916 met Johanna B.J.M. Hafkenscheid uit Amsterdam.
Keunen groeide op in een ondernemend katholiek milieu. Na het behalen van het diploma aan het Katholiek Gymnasium Rolduc in Kerkrade begon hij zijn loopbaan als sigarenfabrikant. Van 1902 tot 1912 was hij directeur/eigenaar van de sigarenfabriek Prinzen & Keunen. In 1912 werd hij directeur buitenland van de Koninklijke Lederfabriek Gebroeders Keunen. Dit Eindhovense familiebedrijf was mede onder leiding van zijn oom Everardus Keunen een grote Nederlandse stoomlederfabriek geworden en op zoek naar expansiemogelijkheden in het buitenland. Op initiatief van J.J. Keunen en zijn neef Johan F.C. Keunen werd in 1934 in Irthlingborough (Engeland) de dochteronderneming Keunen Bros. Ltd. opgericht om de hoge invoerrechten op leder te omzeilen. Tijdens de Tweede Wereldoorlog groeide dit bedrijf door militaire orders en ontwikkelde zich na de oorlog tot Alsta Leather Works, een grote Europese lederfabriek met export naar alle continenten. In 1971 werd deze succesvolle Engelse onderneming verkocht aan het in Londen beursgenoteerde Pittards concern. 
Keunen was gedelegeerd commissaris van het Amerikaanse bedrijf Koster Keunen Inc. dat in 1930 in de staat New York was opgericht als dochteronderneming van Koster Keunen Holland. Tot op heden zijn deze bedrijven operationeel. Keunen was ook medeoprichter van de Eindhovensche Maatschappij voor Beleggingen NV. In 1934 werd hij koning van de Ridderlijke Gilde van St. Sebastiaan en hij was een van de eerste leden van de door Anton Philips opgerichte Eindhovensche Golf. Keunen overleed onverwacht op 67-jarige leeftijd.